# Marcipopsis multipuncta
Marcipopsis multipuncta là một loài bướm đêm trong họ Noctuidae.